# Kaarta

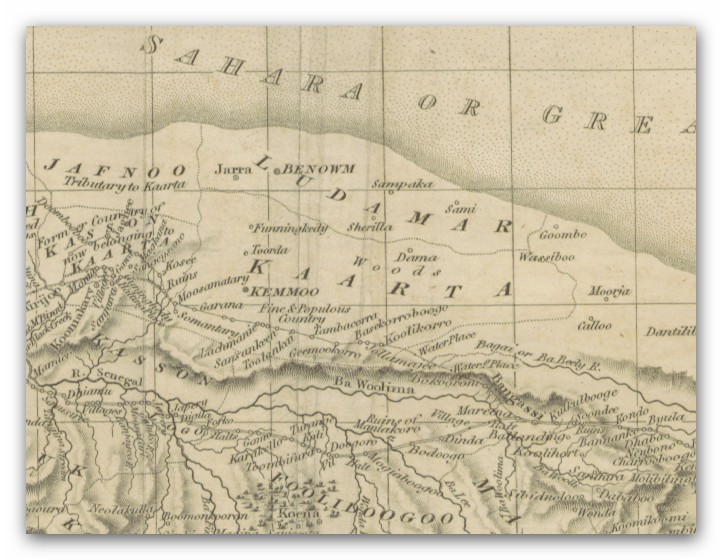
Reino de Kaarta en un mapa, 1825.

Kaarta o Ka'arta, fue un reino bambara de breve duración en el actual oeste de Malí. Estaba ubicado en la parte media del río Níger. Emparentado con el reino de Segú  se constituyó tras la caída del imperio songhai. Unificaron ambos estados la etnia bambara aunque algunos estudios señalan la presencia de líderes fulani en su creación. El reino de Kaarta y el de Segú se transformaron en los más importantes de África Occidental en el siglo XVII. El apogeo económico de Kaarta estuvo en el primer tercio del siglo XIX y su ocaso en la invasión del imperio tucolor y la posterior colonización francesa.

## Historia
Cuando Bitòn Coulibaly logró atar su control sobre Segú, capital de su recientemente formado Imperio Bámbara, una facción de los bámbara de Ségou descontentos con su gobierno emigró hacia el oeste. En 1754, fundaron el Reino de Kaarta en el hogar del largamente difunto Imperio de Ghana, tomando Nioro du Sahel como su capital. El reino fue destruido como fuerza independiente en 1854 por la Yihad fulani de El Hadj Umar Tall. Umar Tall tomó Nioro, y llevó al rey o fama de Kaarta y su familia a la muerte.  

## Época colonial
En 1878, el gobernador francés de Senegal Briere de l'Isle envió una fuerza contra el Reino de Kaarta, vasallo del Imperio tuculor y que se encontraba en la ribera norte del Río Senegal. Bloqueado por el ministro Colonial de París, argumentó que eran una amenaza para el Reino de Fouta Toro senegalés (entonces un estado cliente francés) y que estaba interfiriendo en su contra con el Imperio Británico. El Ministro aceptó, y el 7 de julio de 1878, una fuerza francesa destrozó el fuerte tuculor de Kaarta en Sabouciré, matando a su líder, Almany Niamody. Esta porción de vasallos de Kaarta fue entonces incorporada al protectorado wólof de Khasso.
El Coronel francés Louis Archinard conquistaría más tarde el territorio completo del antiguo Reino de Kaarta, en 1890, siendo formalmente anexionado al África Occidental Francesa en 1904.